# ديفيد روشي (لاعب كرة قدم أمريكية)
ديفيد روشي (بالإنجليزية: David Roach)‏ هو لاعب كرة قدم أمريكية أمريكي، ولد في 9 أغسطس 1985 في أبيلين في الولايات المتحدة.

## وصلات خارجية
- ديفيد روشي على موقع مرجع كرة القدم المحترفة.كوم (الإنجليزية)